# Okręg Szkolny Lwowski
Okręg Szkolny Lwowski (OSL) – jeden z okręgów szkolnych II RP, utworzony rozporządzeniem Ministra Wyznań Religijnych i Oświecenia Publicznego wydanym w porozumieniu z Ministrem Spraw Wewnętrznych z 8 lutego 1921 roku w przedmiocie tymczasowego ustroju władz szkolnych na obszarze byłej Galicji

## Historia
Okręg Szkolny Lwowski powstał na obszarze dotychczas podległym C. K. Radzie Szkolnej Krajowej.
19 lutego 1921 roku powołano Kuratorium okręgu szkolnego lwowskiego, na teren województw: lwowskiego, tarnopolskiego, stanisławowskiego i krakowskiego. Kurator sprawował nadzór nad 82 powiatowymi radami szkolnymi. 18 września 1921 roku na terenie województwa krakowskiego utworzono okręg szkolny krakowski. 
W latach 1916-1919 wiceprezydentem C. K. Rady Szkolnej Krajowej we Lwowie był Dr. Fryderyk Zoll. W latach 1919–1921 delegatem ministerstwa W. R. i O. P. był Stanisław Sobiński.
Siedziba kuratora mieściła się we Lwowie. Pierwszym kuratorem okręgu był w latach 1921-26 Stanisław Sobiński, zamordowany przez nacjonalistów ukraińskich w dniu 19 października 1926 roku.
Rozporządzeniem Ministra WRiOP z dnia 7 lipca 1932 roku, a także rozporządzeniem RM z dnia 15 maja 1937 roku o okręgach szkolnych Okręg Szkolny Lwowski obejmował województwa lwowskie, stanisławowskie i tarnopolskie.
Kuratorzy Okręgu Szkolnego Lwowskiego.
1921–1926. Stanisław Sobiński.
1926–1927. Jan Riemer.
1927–1931. Jan Pytlakowski.
1931–1932. Stefan Świderski.
1932–1937. Jerzy Gadomski.
1937–1939. Tadeusz Kupczyński.

## Obwody szkolne
W 1933 roku Rozporządzeniem Prezydenta Rzeczypospolitej Polskiej, z dnia 4 lipca 1933 r. o organizacji obwodowych władz szkolnych, dla celów administracji w zakresie szkolnictwa, okręgi szkolne zostały podzielone na obwody, zawierających jeden lub więcej powiatów i były zarządzane przez inspektorów szkolnych.
Okręg Szkolny Lwowski, został podzielony na obwody:

- Obwód gródecki – powiaty: gródecki, jaworowski i mościski.
- Obwód jarosławski – powiaty: jarosławski, przeworski i łańcucki.
- Obwód krośnieński – powiaty: krośnieński i brzozowski.
- Obwód lwowski miejski – miasto Lwów.
- Obwód lwowski – powiaty: lwowski, bóbrecki i żółkiewski.
- Obwód niżański – powiaty: niżański i tarnobrzeski.
- Obwód przemyski – powiaty: przemyski i dobromilski.
- Obwód rawski – powiaty: rawski, sokalski i lubaczowski.
- Obwód rzeszowski – powiaty: rzeszowski i kolbuszowski.
- Obwód samborski – powiaty: Samborski, rudecki i drohobycki.
- Obwód sanocki – powiaty: sanocki i leski.
- Obwód turczański – powiat turczański.
- Obwód doliński – powiaty: doliński i kałuski.
- Obwód kołomyjski – powiaty: kołomyjski, horodeński, śniatyński i kosowski.
- Obwód nadwórniański – powiat nadwórniański.
- Obwód stanisławowski – powiaty: stanisławowski, rohatyński i tłumacki.
- Obwód stryjski – powiaty: stryjski i żydaczowski.
- Obwód brzeżański – powiaty: brzeżański i podhajecki.
- Obwód czortkowski – powiaty: czortkowski, borszczowski, zaleszczycki i buczacki.
- Obwód kamionecki – powiaty: kamionecki i radziechowski.
- Obwód tarnopolski – powiaty: tarnopolski, skałacki i zbaraski.
- Obwód trembowelski – powiaty: trembowelski i kopyczyniecki.
- Obwód złoczowski – powiaty: złoczowski, brodzki i zborowski.